# Guerre serbo-turche (1876-1878)
Le guerre serbo-turche (in serbo Српско-турски ратови?, Srpsko-turski ratovi), note anche come guerre serbo-ottomane o guerre serbe per l'indipendenza (in serbo Српски ратови за независност?, Srpski ratovi za nezavisnost), furono due guerre consecutive (1876-1877 e 1877-1878), combattute tra il Principato di Serbia e l'Impero ottomano. Insieme al Principato del Montenegro, la Serbia dichiarò guerra all'Impero ottomano il 30 giugno 1876. Con l'intervento delle maggiori potenze europee fu concluso in autunno il cessate il fuoco e venne organizzata la Conferenza di Costantinopoli. La pace fu firmata il 28 febbraio 1877 sulla base dello status quo ante bellum. Dopo un breve periodo di pace formale, la Serbia dichiarò nuovamente guerra all'Impero ottomano l'11 dicembre 1877. Le ostilità rinnovate durarono fino al febbraio 1878. L'esito finale delle guerre fu deciso dal Congresso di Berlino (1878). La Serbia ottenne il riconoscimento internazionale come Stato indipendente e il suo territorio venne ampliato.
All'inizio del conflitto, l'esercito serbo, a differenza delle truppe ottomane, era scarsamente addestrato e mal equipaggiato. Gli obiettivi offensivi, che l'esercito serbo cercava di raggiungere, erano eccessivamente ambiziosi per una tale forza. I serbi subirono una serie di sconfitte che derivavano da una cattiva pianificazione e dall'essere cronicamente troppo sottili. Ciò permise alle forze ottomane di respingere gli attacchi iniziali dell'esercito serbo e durante l'autunno del 1876, l'Impero ottomano continuò la sua offensiva di successo che culminò con una vittoria sulle alture sopra Đunis. Durante il secondo conflitto, tra il 13 dicembre 1877 e il 5 febbraio 1878, le truppe serbe si raggrupparono con l'aiuto della Russia imperiale, che combattevano la loro guerra russo-turca. I serbi formarono cinque corpi e attaccarono le truppe ottomane a sud, prendendo le città di Niš, Pirot, Leskovac e Vranje una dopo l'altra. La guerra coincise con la rivolta bulgara, la guerra turco-montenegrina e la guerra russo-turca, che insieme vennero conosciute come la Grande crisi d'Oriente dell'Impero ottomano.

## Contesto e forze opposte
Nel 1875 scoppiò una rivolta serba nell'Erzegovina, una provincia Impero ottomano, che presto si estese ad altre regioni del Vilayet di Bosnia; nella primavera del 1876 scoppiò anche in Bulgaria un'insurrezione della popolazione cristiana. Sebbene l'Impero ottomano avesse represso rapidamente la rivolta in Bulgaria, i combattimenti in Erzegovina e Bosnia continuarono a trascinarsi. Allo stesso tempo, l'instabilità politica nella capitale ottomana culminò il 30 maggio (1876) quando il sultano Abdül Aziz fu deposto e sostituito con Murad V. Approfittando dell'occasione, i due principati semi-indipendenti di Serbia e Montenegro optarono per l'indipendenza e dichiararono guerra all'Impero ottomano il 18 giugno 1876.

## Forze

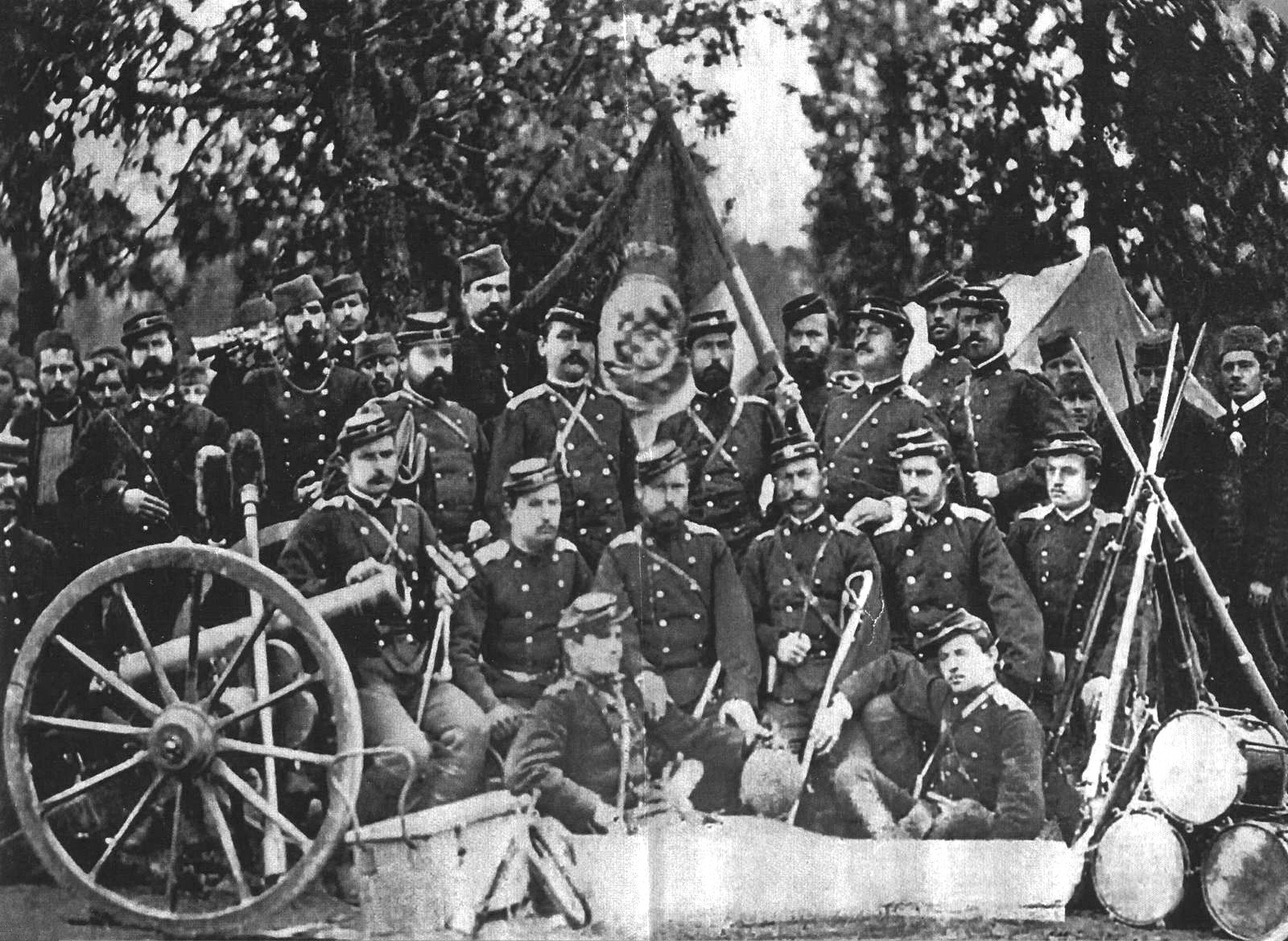
Campo militare serbo durante la guerra nel 1876.

Il principale esercito serbo sotto il comandante in capo Michail Černjaev, un generale russo, si concentrò nella fortezza meridionale di Aleksinac. Consisteva di tre divisioni serbe e una varietà di formazioni di volontari per un totale di circa 45 000 uomini. Nel nord-est, Milojko Lešjanin con sede a Zaječar comandava una divisione di fanteria (6 000) con supporto della cavalleria e la Legione bulgara (2 000). A ovest c'erano due divisioni deboli (3 500 ciascuna), una a sud-ovest a Užice comandata da František Zach e una a nord-ovest a Šabac comandata da Ranko Alimpić. Il fucile principale era il Peabody M.1870 che aveva prestazioni simili al M1867 russo Krnka. Sebbene il Peabody fosse la migliore arma a disposizione delle truppe serbe, molti dovettero accontentarsi della conversione irregolare del M.1867 serba Greene e di altri a retrocarica, e persino ad avancarica. Le batterie dell'artiglieria contenevano una varietà di cannoni per lo più di bronzo quasi tutti inferiori ai Krupp ottomani. C'erano pochissimi squadroni di cavalleria che riflettevano la natura del terreno e quelli che esistevano erano mal equipaggiati. A quel tempo la Serbia accettava tutti i volontari e di diversi paesi, tra cui russi, bulgari, italiani seguaci di Giuseppe Garibaldi e ufficiali prussiani, ma anche inglesi, francesi, greci, rumeni e polacchi. I distaccamenti più grandi erano quelli dei russi e dei bulgari. Durante la guerra del 1876-1877, su iniziativa di Garibaldi, fu creato un distaccamento composto da diverse centinaia di volontari italiani. I distaccamenti di volontari russi formalmente indipendenti dallo stato russo si erano alzati in difesa della Serbia. Il maggior numero di volontari russi combatté nell'esercito di Timok-Morava e il loro numero raggiunse circa 2 200, di cui 650 ufficiali e 300 personale medico.
Il principale esercito ottomano era basato a Sofia sotto Abdülkerim con 50 000 uomini più irregolari (bashi-bazouk) e circassi. C'era una guarnigione alla fortezza di confine di Niš comandata da Mehmed Ali con 8 000 uomini. A Vidin, Osman Nuri aveva 23 000 uomini. Ad ovest, nel Sangiaccato di Bosnia, c'erano piccole guarnigioni a Bijeljina e Zvornik con una forza più grande (12 000 per lo più egiziani) organizzata in tre reggimenti di fanteria sotto il comando di Hosni Rashid Pasha (esercito egiziano) e Dervish Pasha e Mehmed Ali. Un numero considerevole di truppe Redif fu chiamato per questa guerra, per lo più armate con ex Snider britannici. Il superiore Peabody-Martini stava diventando più ampiamente disponibile ed era certamente utilizzato dalle truppe egiziane. Le pistole a retrocarica Krupp sono più frequentemente menzionate anche se deve esserci stato un numero significativo di pistole di bronzo. Le truppe ottomane si comportarono bene durante la guerra, anche se mal equipaggiate e fornite in modo inadeguato.

## Operazioni

### Prima guerra (1876-1877)

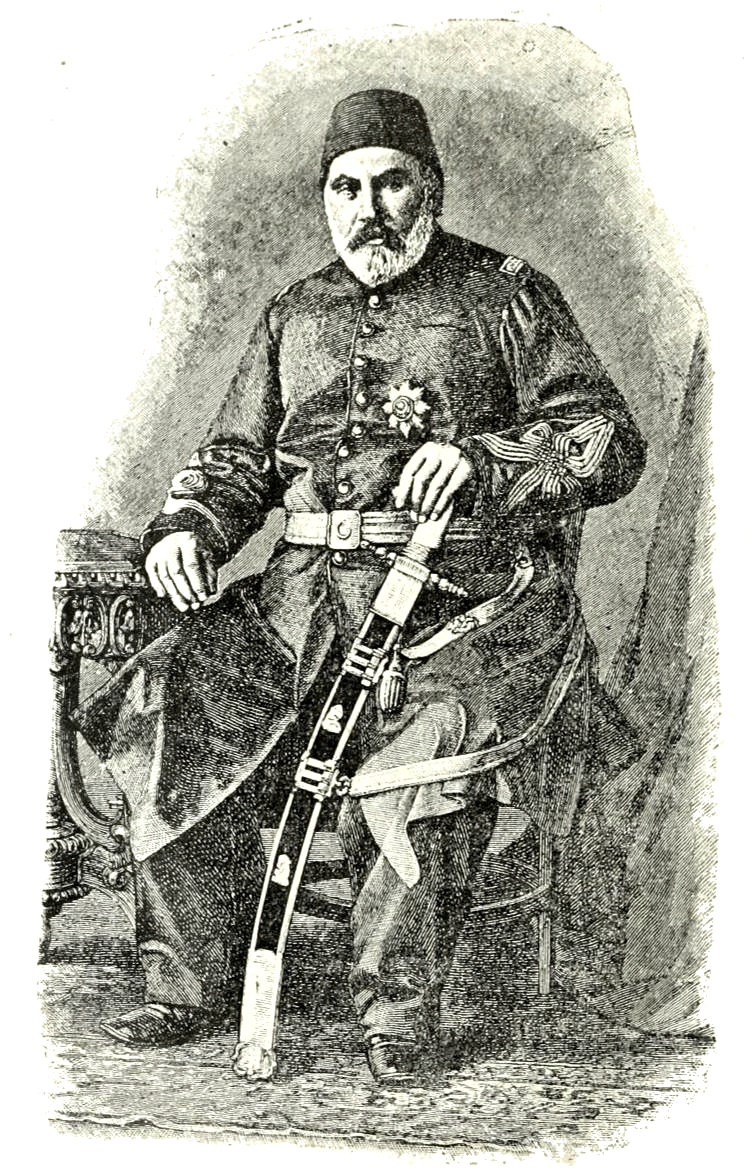
Capo di Stato Maggiore dell'esercito ottomano Abdülkerim

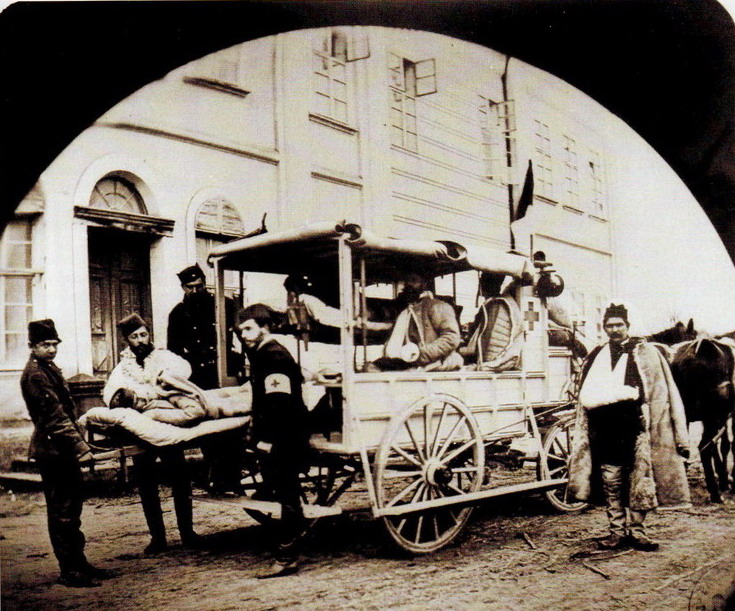
Ambulanza serba nel 1876.

La prima fase, nota come prima guerra serbo-turca (Први српско-турски рат / Prvi srpsko-turski rat), ebbe luogo tra il 30 giugno 1876 e il 28 febbraio 1877. Il governo serbo dichiarò guerra all'Impero ottomano nel simbolico Vidovdan (28 giugno), giorno della battaglia del Kosovo (1389). Il piano militare iniziale serbo era quello di difendere Niš e attaccare Sofia con l'esercito principale sotto Chernyayev. Altri eserciti lanciarono simultaneamente attacchi diversivi, ma questi furono respinti a ovest. Nel nord-est, il generale Milojko Lešjanin fu sconfitto vicino a Kior dopo non essere riuscito a contenere l'avanzata ottomana sul fiume Timok. Sebbene si ritirò nella fortezza di Saicar, l'esercito ottomano lo catturò il 7 agosto 1876. L'avanzata principale dell'esercito serbo nel sud sembrò inizialmente avere successo quando si mosse rapidamente lungo la valle del Nišava e conquistò le importanti alture a Babina Glava, a nord di Pirot. Furono costretti a ritirarsi, tuttavia, quando gli ottomani risposero inviando due colonne sotto Solimano e Hafiz per affiancare la posizione serba. Il generale Ranko Alimpić attraversò la Drina nel luglio 1876 ma non riuscì a catturare Bijeljina.
Il comandante ottomano Abdülkerim decise di non marciare sul difficile terreno montuoso tra i fiumi Timok e Morava e concentrò invece 40 000 truppe a Niš, e avanzando nella più facile area della valle della Morava verso Aleksinac. Chernyayev aveva meno di 30 000 uomini e, a differenza del comandante ottomano, li sconfisse su entrambe le sponde del fiume Morava e sulle montagne. Di conseguenza, quando fu stabilito un contatto tra le due forze, le truppe serbe furono sopraffatte dalla massiccia potenza di fuoco ottomana. Una carica alla baionetta seguì poco dopo e ruppe le truppe serbe dal campo. Grazie all'indecisione di Abdülkerim e all'arrivo delle forze fresche di Horvatović, a Djunis fu creata una nuova linea difensiva serba.
A seguito di questa serie di battute d'arresto e sconfitte, la Serbia chiese alle potenze europee di mediare una soluzione diplomatica alla guerra. Un ultimatum congiunto delle potenze europee costrinse l'Impero ottomano ad accettare una tregua di un mese con la Serbia, durante la quale si tennero negoziati di pace. Tuttavia, le condizioni di pace dell'Impero ottomano furono giudicate troppo dure dalle potenze europee e furono respinte.
Allo scadere della tregua, la guerra continuò e il nuovo comandante serbo, Horvatović, attaccò le posizioni ottomane lungo un ampio fronte da Djunis ad Aleksinac il 28 settembre 1876, ma le truppe ottomane respinsero gli attacchi. Le forze ottomane si riorganizzarono e si raggrupparono, e il 19 ottobre 1876 l'esercito di Adyl Pasha lanciò un attacco a sorpresa ai serbi che furono costretti a tornare a Deligrad.
Il 31 ottobre 1876, con la situazione che diventava disastrosa e con le forze serbe sul punto di crollare, la Russia mobilitò il suo esercito e minacciò di dichiarare guerra all'Impero ottomano se non avesse firmato una tregua con la Serbia e rinnovato i negoziati di pace entro le quarantotto ore. Questi negoziati durarono fino al 15 gennaio 1877 e di fatto posero fine ai combattimenti tra la Serbia e l'Impero ottomano fino a quando la Serbia, dopo aver ottenuto il sostegno finanziario dalla Russia, dichiarò nuovamente guerra all'Impero ottomano nel 1877.

### Seconda guerra (1877-1878)
La seconda fase, nota come Seconda guerra serbo-turca (Други српско-турски рат/Drugi srpsko-turski rat), ebbe luogo tra il 13 dicembre 1877 e il 5 febbraio 1878. Si concluse con la vittoria serba.

La battaglia di Vranje ebbe luogo tra il 26 e il 31 gennaio 1878 e rappresentò la fase finale della seconda guerra.

All'inizio del 1878, l'esercito reale serbo aveva catturato la maggior parte del bacino della Morava meridionale, arrivando fino a Preševo e Vitina. Il 31 gennaio presero Vranje.

## Conseguenze
Molti bambini rimasero orfani a causa delle guerre serbo-turche. La situazione in Serbia era molto grave, descritta da alcuni come “bambini in grandi gruppi che raggiungono le città”. A quel tempo la Serbia aveva un sistema di assistenza sociale sottosviluppato. Consapevoli di tutto ciò, 50 cittadini tra i più importanti di Belgrado decisero di fondare la "Società per l'educazione e la protezione dei bambini", nell'Hotel Kasina in piazza Terazije, nel 1879. In questa struttura fu istituita la prima scuola professionale in Serbia.
Durante e dopo la guerra serbo-ottomana del 1876-1878, tra 30 000 e 70 000 musulmani, per lo più albanesi, furono espulsi dall'esercito serbo dal Sangiaccato di Niš e fuggirono nel Vilayet del Kosovo.

## Eredità del conflitto
- Nel 1876, Pyotr Ilyich Tchaikovsky compose e arrangiò la ″Marcia slava″.
- Alla fine del romanzo di Tolstoj del 1877, Anna Karenina, il personaggio del conte Aleksey Vronsky si arruola in un reggimento di volontari russi in viaggio in aiuto dei serbi.
- Nel 1882, Laza K. Lazarević (1851-1891), scrisse il racconto Sve će to narod pozlatiti (Tutto indorerà la tua gente). L'autore descrive la difficile posizione dei veterani di guerra disabili dopo il ritorno dal campo di battaglia e l'atteggiamento disumano dello Stato nei loro confronti.

## Galleria d'immagini

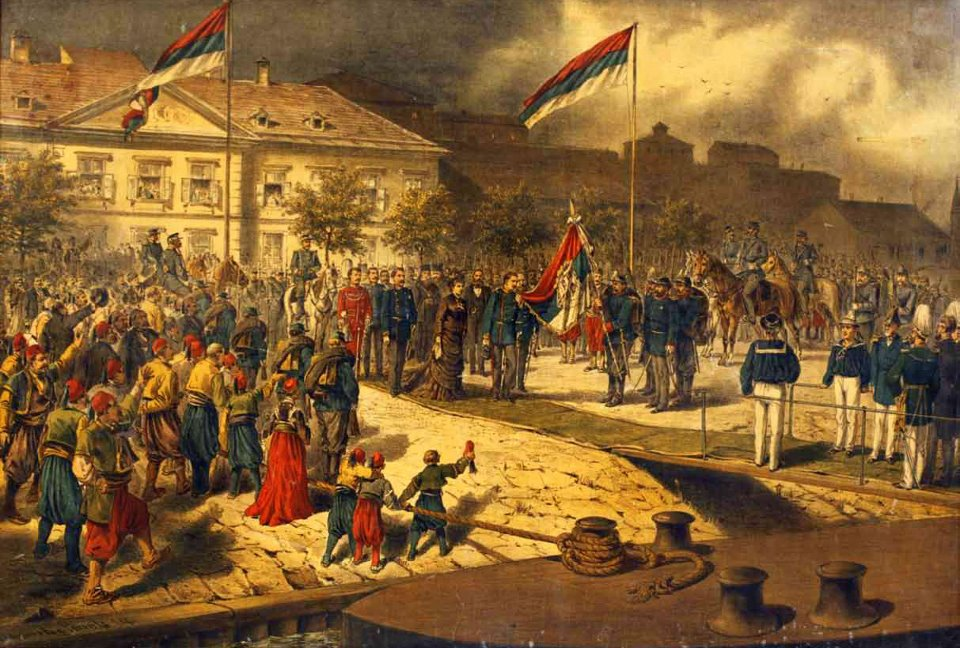
Il re Milan Obrenović va in guerra, 1876
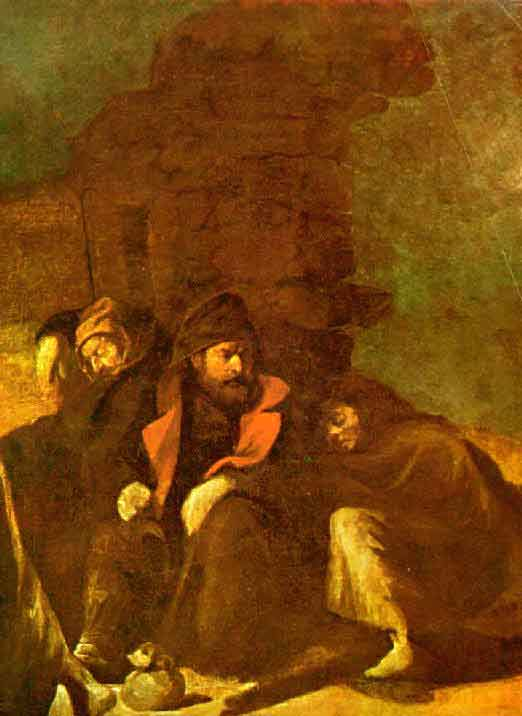
Dipinto di Djura Jaksic dedicato alla guerra serbo-turca
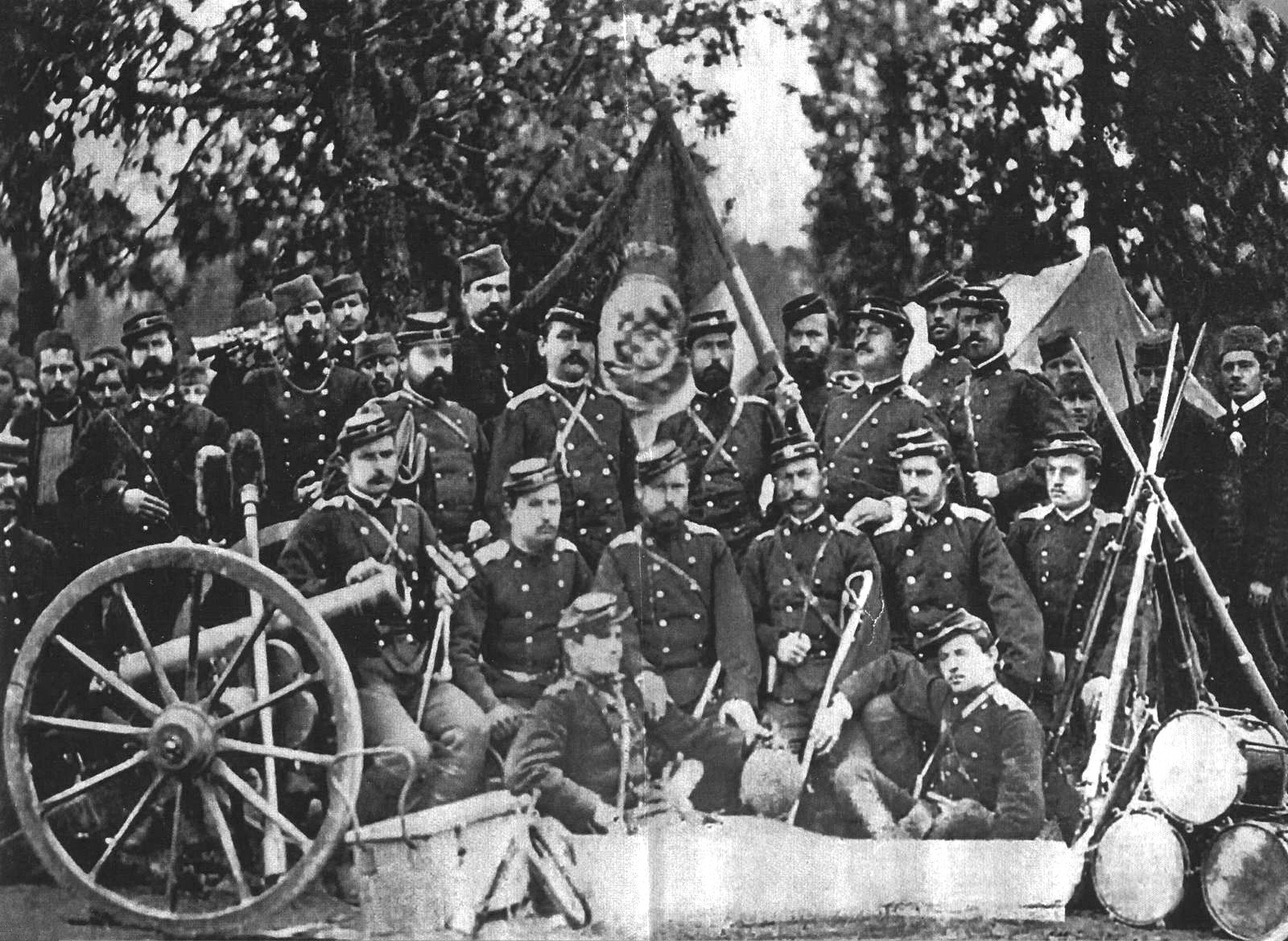
Campo militare serbo, 1876
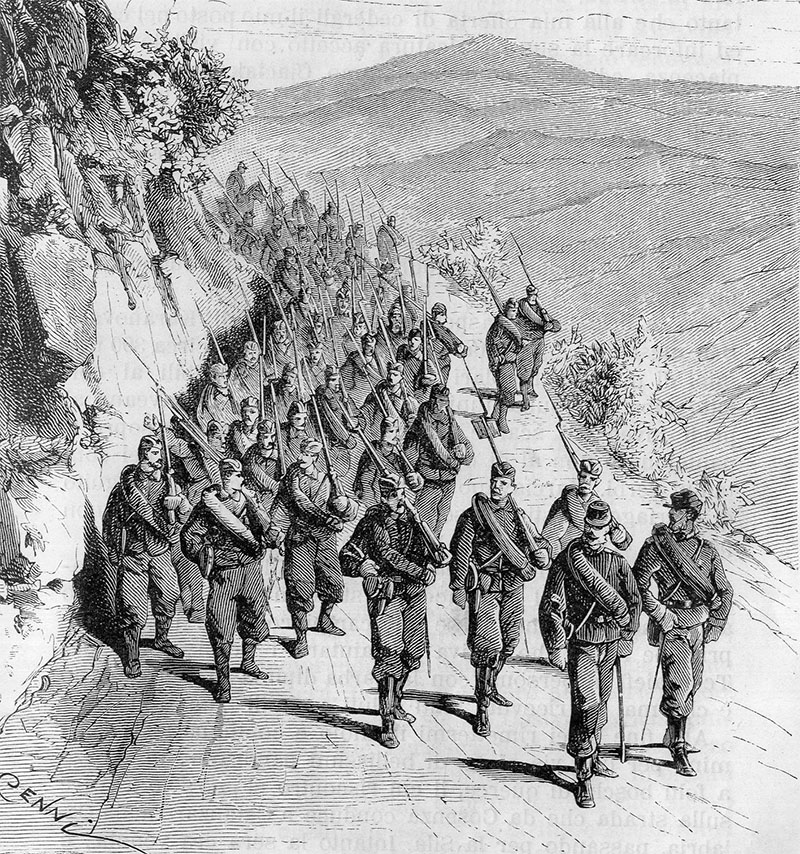
Soldati serbi in marcia, 1876
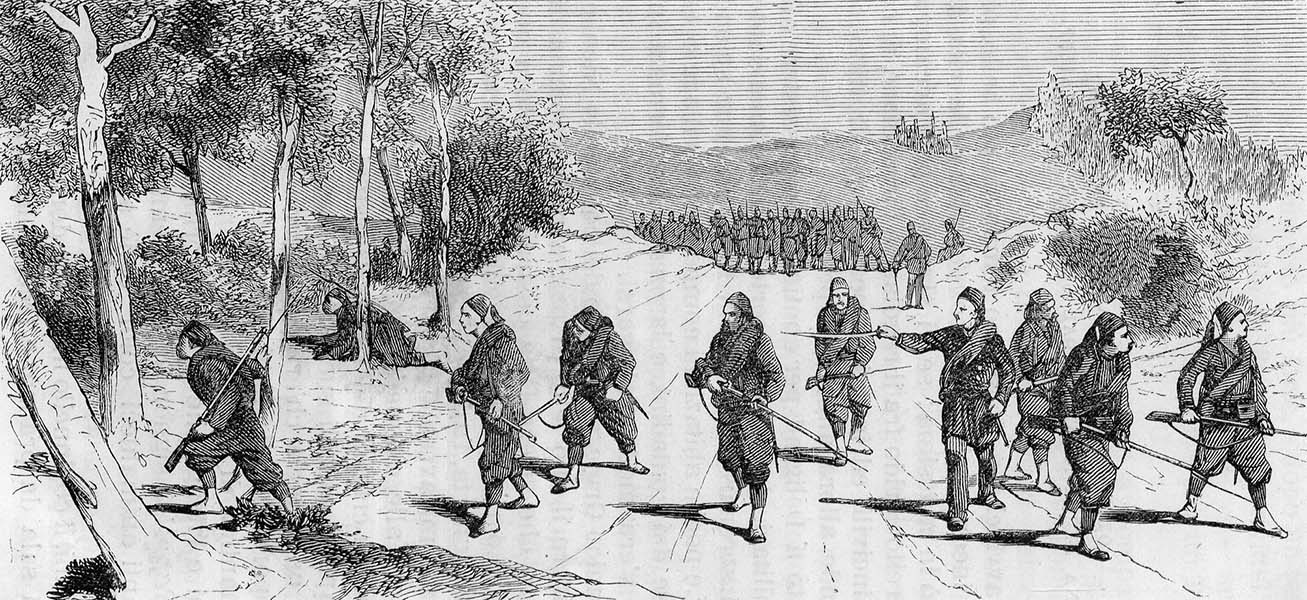
Ricognizione ottomana a Deligrad, 1876
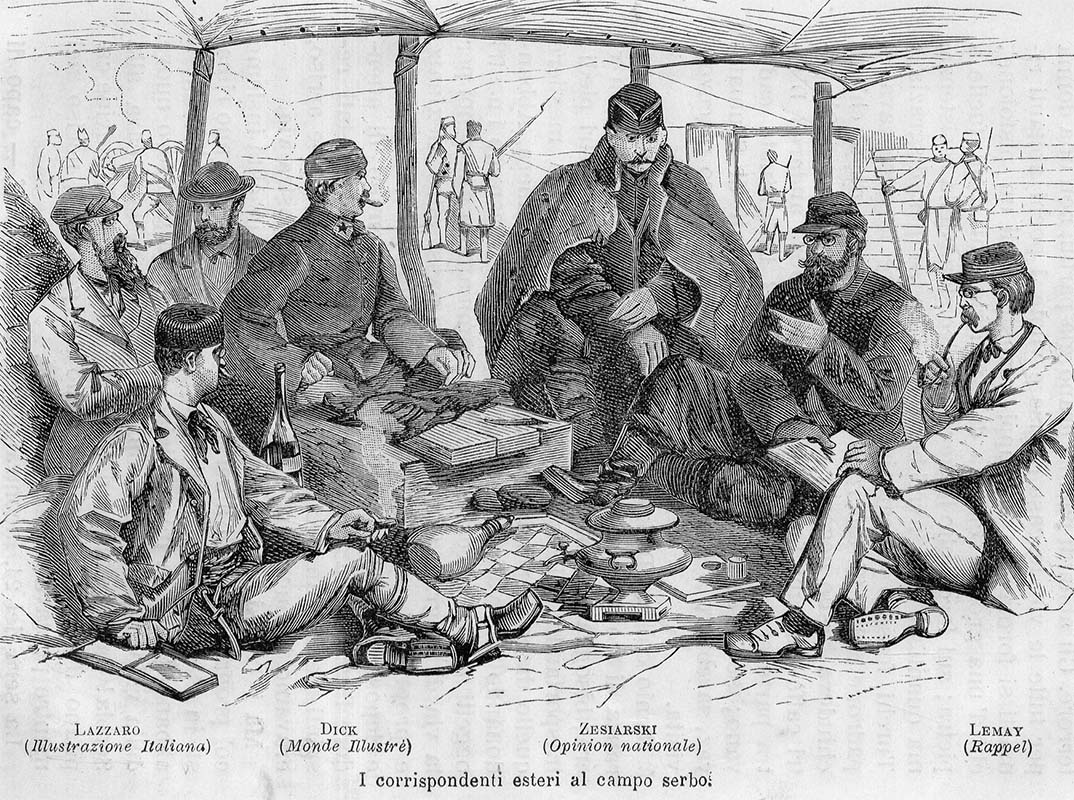
Corrispondenti di guerra nel campo serbo, 1876
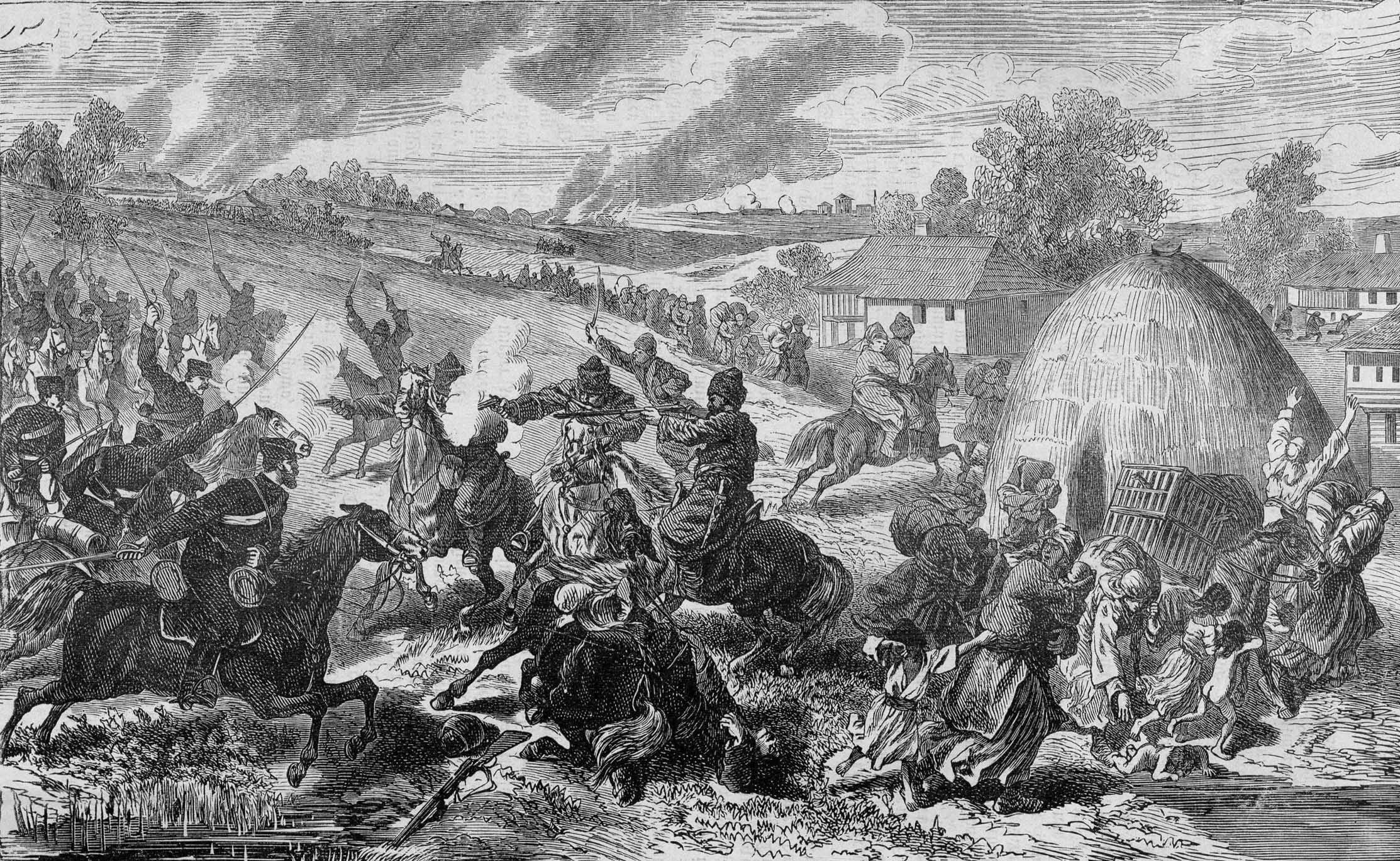
Scontro con Cherkessian
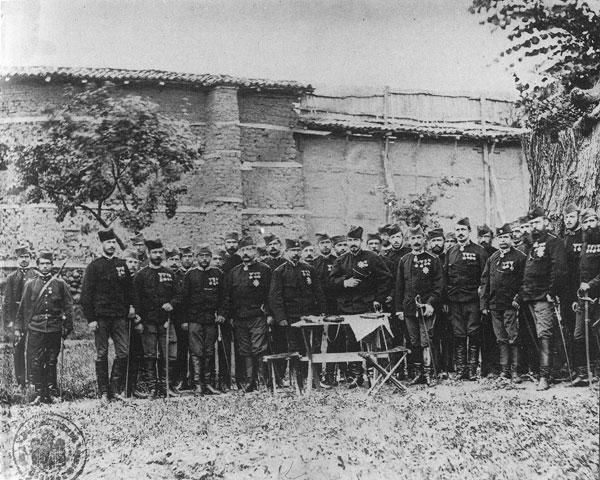
Comando supremo dell'esercito serbo 1876-1877
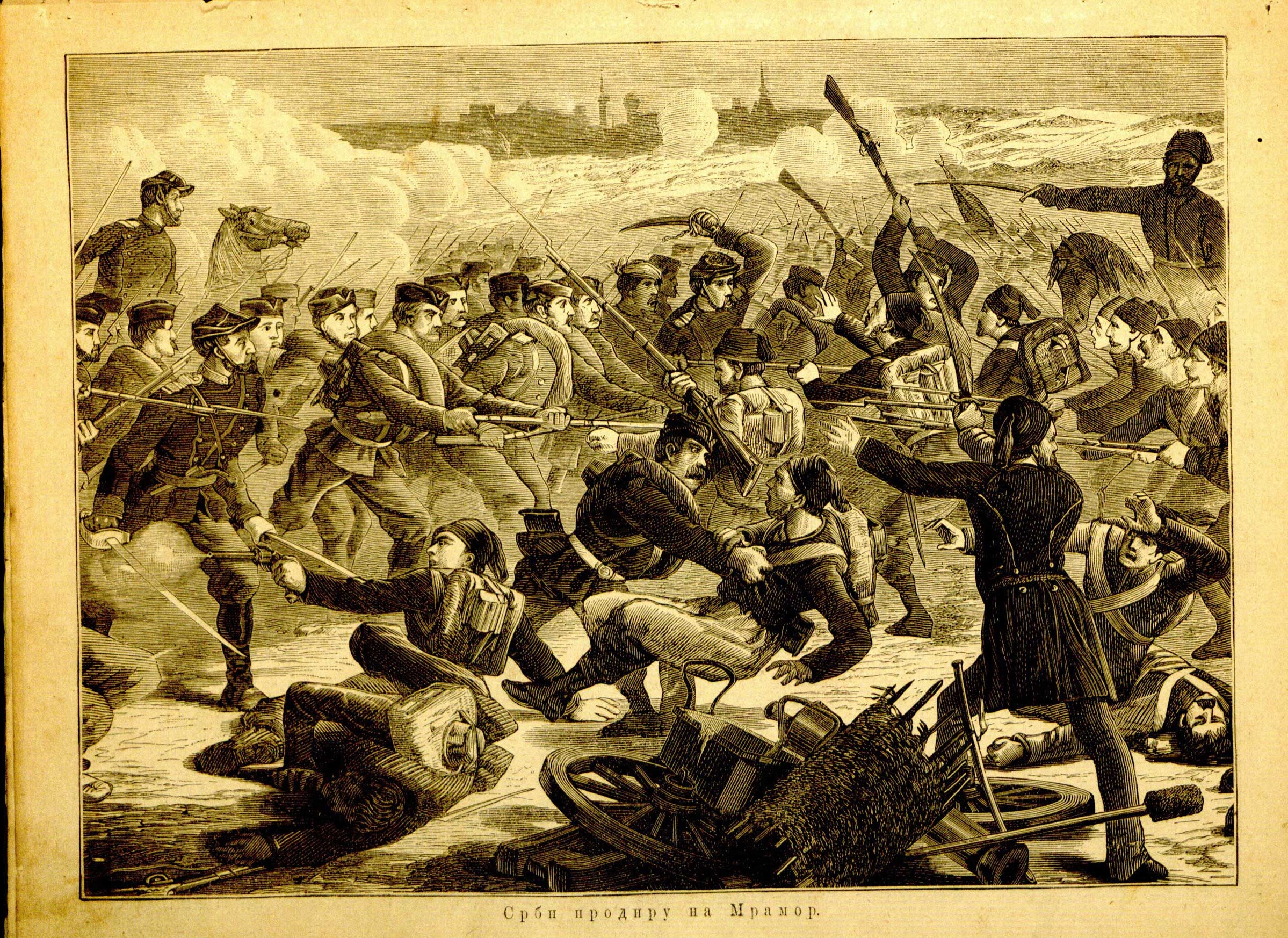
Soldati serbi attaccano l'esercito ottomano a Mramor, 1877
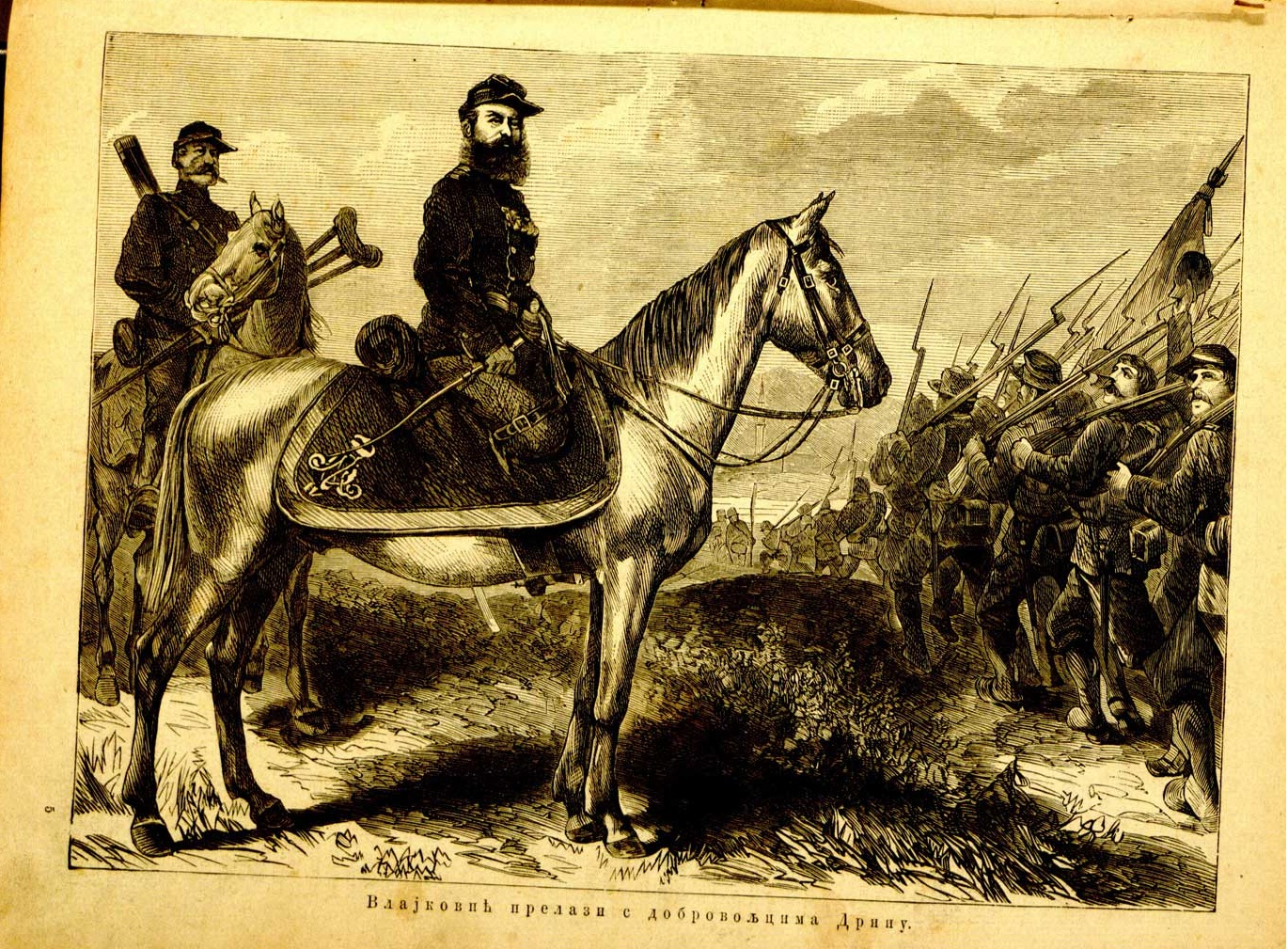
Đorđe Vlajković attraversa la Drina con squadre di volontari, 1877
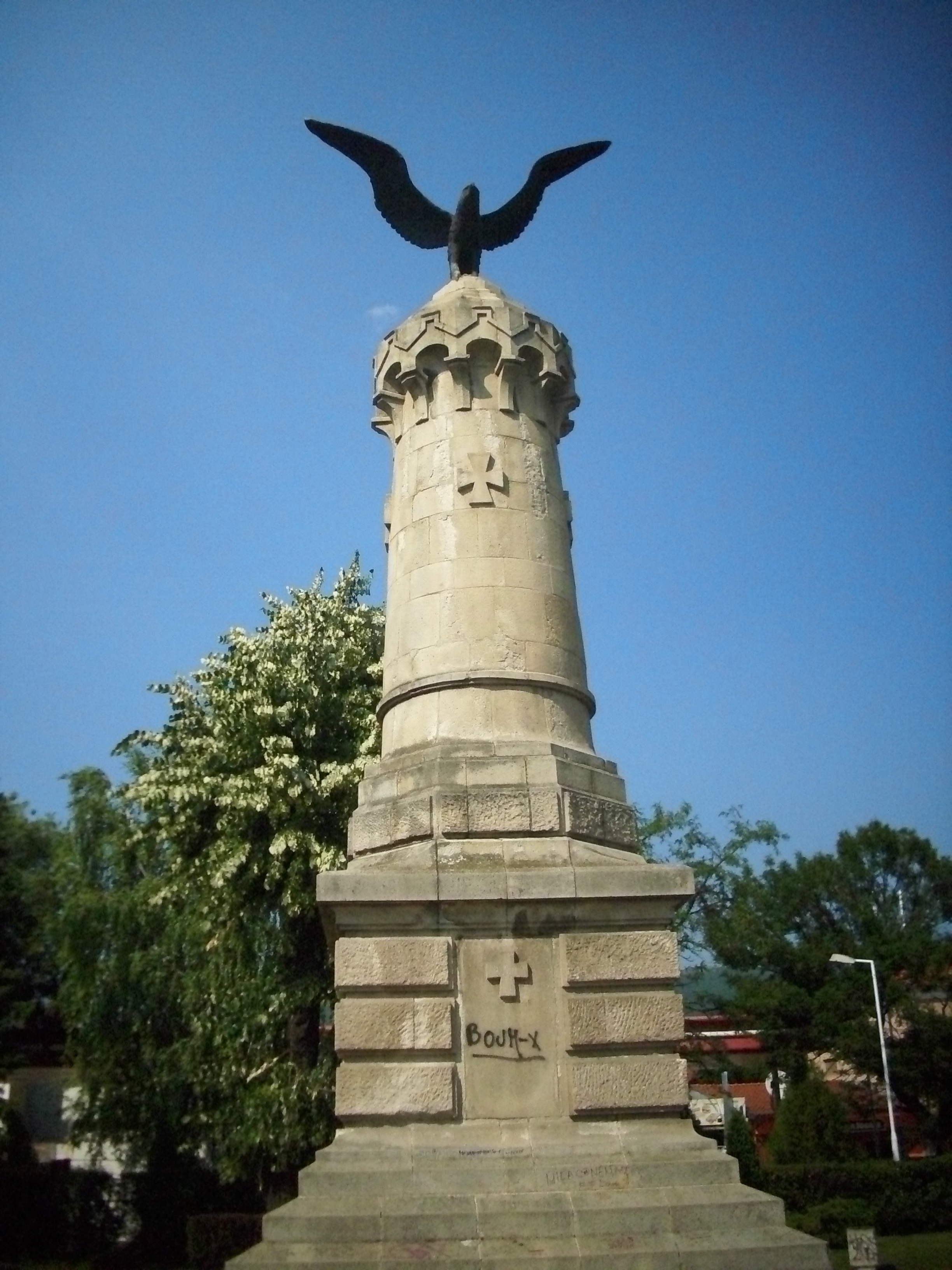
Memoriale ai caduti della seconda guerra serbo-turca a Pirot
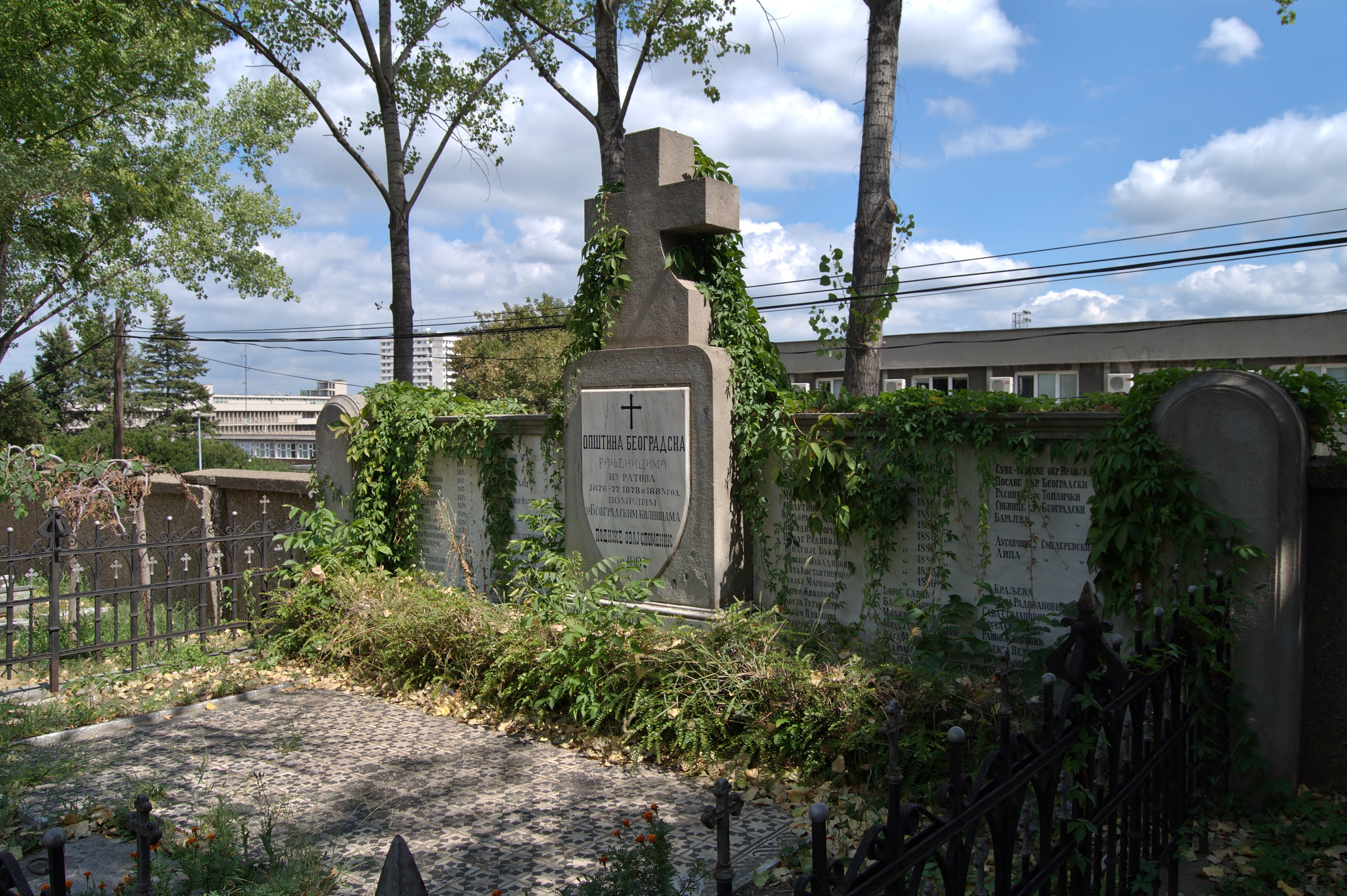
Monumento nel Nuovo Cimitero di Belgrado

### In inglese
- Sima Ćirković, The Serbs, Malden, Blackwell Publishing, 2004, ISBN 9781405142915.
- Forbes, Nevill, et al. The Balkans: a history of Bulgaria, Serbia, Greece, Rumania, Turkey (1915) summary histories by scholars online free
- Harris, David. A diplomatic history of the Balkan crisis of 1875-1878: the first year (1969).
- Kovic, Milos. Disraeli and the Eastern Question (Oxford UP, 2010).
- Langer, William L.  European Alliances and Alignments, 1871-1890 (2nd ed. 1950) pp 121–66.
- Macfie, Alexander Lyon. The Eastern Question 1774-1923 (2nd ed. 2014).
- Millman, Richard. Britain and the Eastern question, 1875-1878 (Oxford UP, 1979).
- Stevan K. Pavlowitch, A History of the Balkans 1804–1945, London, New York, Longman, 1999, ISBN 9780582045859.
- Stevan K. Pavlowitch, Serbia: The History behind the Name, London, Hurst & Company, 2002, ISBN 9781850654773. 0

### Altre lingue
- (FR) Dušan T. Bataković (a cura di), Histoire du peuple serbe [History of the Serbian People], Lausanne, L’Age d’Homme, 2005, ISBN 9782825119587.
- Vladimir J. Belić, Ratovi srpskog naroda u XIX i XX veku (1788–1918), Izdavačko i knjižarsko preduzeće Geca Kon A. D, 1937.
- Vladan Đorđević, Српско-Турски Рат, Успомене И Белешке Из 1876, 1877 И 1878 Године.., 1907.
- Sava Grujić, Operacije Timočko-Moravske vojske: Srpsko-Turski rat 1876–77 god : beleške i uspomene, Štamp. radionica vojnoga ministarstva, 1902.
- Miloš Jagodić, Насељавање Кнежевине Србије : 1861–1880, Istorijski institut, 2004, ISBN 978-86-7743-046-7.
- Milutin D. Lazarević, Наши Ратови За Ослобођење И Уједињење.
- Mita Petrović, Ratne beleške sa Javora i Toplice, 1876, 1877 i 1878: Dogaćaji sa Javora 1876, Narodni muzej – Čačak, 1996.
- Mita Petrović e Dragoje Todorović, Ratne beleške sa Javora i Toplice, 1876, 1877 i 1878: Borbe u Toplici 1877–1878, Čačak, Narodni muzej, 1979.
- Vukoman Šalipurović, Ustanak u zapadnom delu Stare Srbije: 1875–1878, Vesti, 1968.
- Vladimir Stojančević, Srpski narod u Staroj Srbiji u Velikoj istočnoj krizi 1876–1878, Službeni list SRJ, 1998.
- Vladimir Stojančević, Други српско – турски рат 1877 – 1878. и ослобођење Jугоисточне Србије : поводом 120-годишњице : зборник радова са научног скупа, одржаног 17. и 18. новембра 1997. године, Српска академија наука и уметности. Одељење историjских наука, 2001, ISBN 978-86-7025-312-4.
- Slavenko Terzić, Ibarska vojska u srpsko-turskim ratovima od 1876. do 1878. godine: naučni skup povodom obeležavanja 120-godišnjice Javorskog rata : septembar 1996, Narodni muzej, 1997.